# IAQVEC
انجمن کیفیت هوای داخل ساختمان، تهویه و صرفه‌جویی در مصرف انرژی در ساختمان‌ها (به انگلیسی Indoor Air Quality, Ventilation and Energy Conservation in Buildings) و به اختصار IAQVEC، یک انجمن علمی بین‌المللی است که ماموریت آن ارائه پشتیبانی فنی، راهنمایی و انتشارات فنی به سازمان‌های صنعتی و تحقیقاتی در زمینه بهینه‌سازی کیفیت هوای داخل ساختمان، فناوری تهویه و صرفه‌جویی در مصرف انرژی از طریق کنفرانس‌ها و کارگاه‌های فنی سالانه است.  این کنفرانس‌ها طیف گسترده‌ای از حوزه‌های تحقیقاتی کلیدی را با هدف بهبود همزمان کیفیت محیط داخلی (IEQ) و بهره‌وری انرژی، که رفاه و پایداری را افزایش می‌دهد، پوشش می‌دهند. این انجمن در سال ۱۹۹۲ در مونترال، کانادا تأسیس شد. 

## تاریخچه
انجمن کیفیت هوای داخل ساختمان، تهویه و صرفه‌جویی در مصرف انرژی در ساختمان‌ها (IAQVEC) در سال ۱۹۹۲ توسط فریبرز حقیقت و فرانسیس آلارد تأسیس شد     اولین کنفرانس IAQVEC در تاریخ ۷ تا ۹ اکتبر ۱۹۹۲ در پنجمین کنفرانس بین‌المللی ژاک کارتیه در مونترال برگزار شد و از سال ۱۹۹۲ بصورت نشست های سالانه برگزار شده است.

## اهداف
اهداف انجمن عبارتند از: 
1. ارتقای پیشرفت‌های علمی، فناوری و فنی مرتبط با زمینه کیفیت هوای داخل ساختمان، تهویه و صرفه‌جویی در مصرف انرژی در ساختمان‌ها در سطح بین‌المللی می‌باشد.
2. توسعه و انتشار دانش و اطلاعات مربوط به کیفیت هوای داخل ساختمان، تهویه و صرفه‌جویی در مصرف انرژی در ساختمان‌ها می‌باشد.
3. ترویج و سازماندهی کنفرانس‌های کیفیت هوای داخل ساختمان، تهویه و صرفه‌جویی در مصرف انرژی در ساختمان‌ها هر سه سال یکبار می‌باشد. [۱۰][۱۱][۱۲]

## پیوندهای خارجی
- وبگاه رسمی